# Rock Me
Rock Me ist der Siegertitel des Eurovision Song Contest 1989 in Lausanne. Er wurde von der kroatischen Popband Riva interpretiert und vertrat das damalige Jugoslawien. Mit ihm erzielte das Land seinen einzigen Sieg.

## Hintergrund
Rock Me wurde von Rajko Dujmić komponiert, der Text stammt von Stevo Cvikić. Neben der kroatischen Version nahm Riva auch eine englischsprachige Version auf, ebenfalls mit Text von Cvikić.

## Eurovision Song Contest
Am 4. März 1989 nahm „Rock Me“, gesungen von Riva auf Kroatisch, im Namen von Televizija Zagreb (TVZg) an der 28. Ausgabe von Jugovizija teil, dem nationalen Finale des jugoslawischen Rundfunks (JRT), bei dem Song und Interpret für die 34. Ausgabe des Eurovision Song Contests ausgewählt wurden. Das Lied gewann den Wettbewerb und wurde somit Jugoslawiens Beitrag zum Eurovision Song Contest – mit Riva als Interpreten. Am 6. Mai 1989 fand der Eurovision Song Contest im Palais de Beaulieu in Lausanne statt. Ausgerichtet wurde er von Télévision suisse romande (TSR) im Auftrag der Schweizerischen Radio- und Fernsehgesellschaft (SRG SSR) und live auf dem gesamten Kontinent übertragen. Riva sang die kroatischsprachige Version von Rock Me als 22. und letztes Lied des Abends, nach Nino de Angelos deutschem Beitrag Flieger. Nikica Kalogjera dirigierte das Live-Orchester der Veranstaltung bei der Aufführung des jugoslawischen Beitrags.
Am Ende der Abstimmung hatte der jugoslawische Beitrag 137 Punkte erreicht, belegte den ersten Platz und gewann den Wettbewerb. In ihrer Wiederholung des Titels nach dem Sieg sang die Leadsängerin der Gruppe, Emilija Kokić, das Lied auf Englisch. Dies war der einzige Sieg Jugoslawiens bei diesem Wettbewerb. 1990 gewann das Lied Insieme: 1992 von Toto Cutugno für Italien. Für Jugoslawien folgte in jenem Jahr Hajde da ludujemo von Tajči.

## Nachwirkungen
Der Sieg des Liedes führte zu größerer internationaler Bekanntheit des jugoslawischen und kroatischen Rock. Rivas Frontfrau Kokić trat in der Folge auf verschiedenen Konzerten auf, hatte aber nach dem Sieg von 1989 keinen nennenswerten Erfolg mehr.